# Karton (album)
Karton to debiutancki album niemieckiego piosenkarza Marka Forstera. Został wydany w krajach niemieckojęzycznych 1 czerwca 2012 roku przez wytwórnię Four Music. Pierwszym singlem promującym krążek został wydany 18 maja 2012 roku utwór „Auf dem Weg ”. 
Album osiągnął 47 miejsce w notowaniu najlepiej sprzedających się albumów w Niemczech, utrzymując się w top 100 przez 7 tygodni. Za sprzedaż ponad 100 tysięcy kopii krążek uzyskał status złotej płyty w Niemczech. 

## Lista utworów
| Nr  | Tytuł utworu        | Autorzy                                                    | Długość |
| --- | ------------------- | ---------------------------------------------------------- | ------- |
| 1.  | „Auf dem Weg”       | Mark Forster, Chris Buseck, Johnny Lee Andrews             | 3:44    |
| 2.  | „Karton”            | Forster                                                    | 3:19    |
| 3.  | „Zu dir (weit weg)” | Forster, Christian Neander, David Jürgens                  | 3:37    |
| 4.  | „Wo ist Dein Feuer” | Forster                                                    | 5:03    |
| 5.  | „Nur Du”            | Forster                                                    | 3:45    |
| 6.  | „Die kleinen Dinge” | Forster, Neander, Buseck                                   | 4:21    |
| 7.  | „Sie ist weg”       | Andreas Rieke, Michael B. Schmidt, Thomas Dürr, Michi Beck | 4:04    |
| 8.  | „Alles wird gut”    | Forster, Jürgens, Elif Demirezer                           | 3:32    |
| 9.  | „Du fliegst davon”  | Forster, Daniel Berlinger                                  | 2:45    |
| 10. | „Froh sein”         | Forster, Neander                                           | 3:37    |
| 11. | „Bergab”            | Forster, Martin Burkard                                    | 3:37    |
| 12. | „Du und ich”        | Forster                                                    | 3:16    |
| 13. | „So spät”           | Forster, Frank Engelmann                                   | 3:56    |
|     |                     |                                                            | 48:36   |

## Notowania i certyfikaty
| Lista przebojów (2012)     | Najwyższa pozycja |
| -------------------------- | ----------------- |
| Niemcy (GfK Entertainment) | 47                |

| Kraj          | Certyfikat | Sprzedaż |
| ------------- | ---------- | -------- |
| Niemcy (BVMI) | Złoto      | 100 000+ |